# Praxiteles
Praxíteles (Πραξιτέλης) (Atenas, c. 395 a.C. – 330 a.C.), foi um dos mais famosos escultores da Grécia Antiga. Foi um dos grandes representantes do Classicismo Tardio. Várias obras de sua autoria são conhecidas através de cópias romanas. Sua criação mais afamada é a Afrodite de Cnido, a mais copiada de todas as obras da Antiguidade Clássica.

## Vida

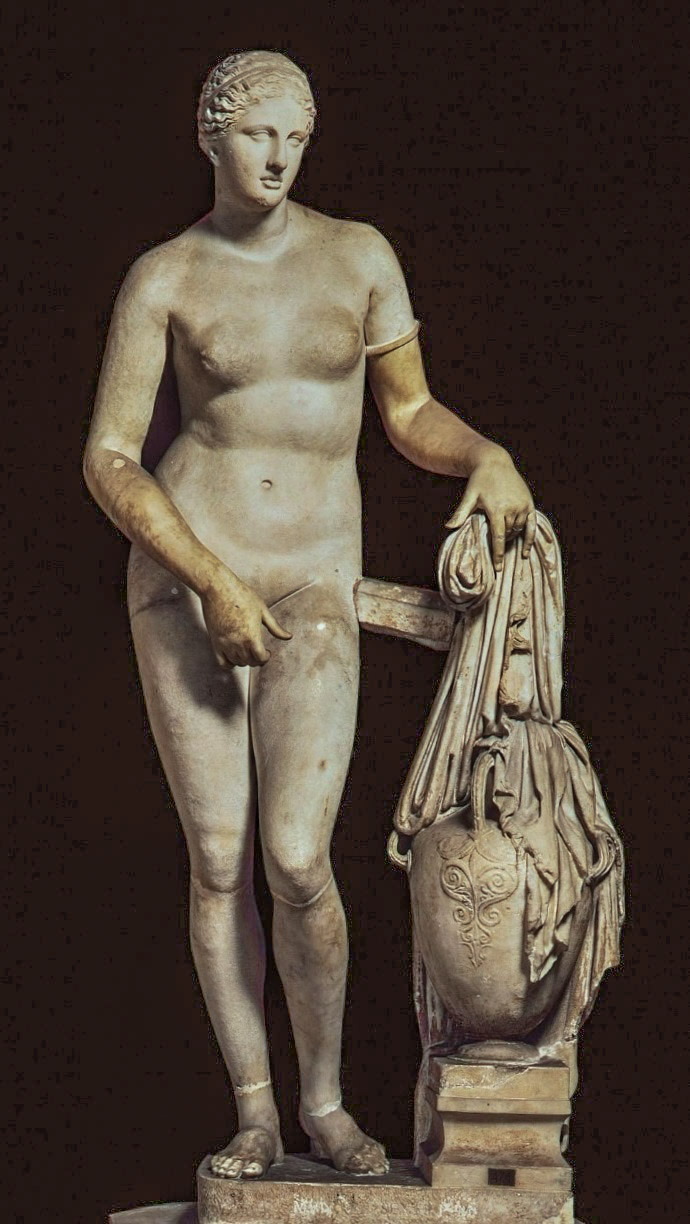
A Afrodite de Cnido, na versão conhecida como Afrodite Colonna, Museu Pio-Clementino.

Uma inscrição encontrada em Atenas com a data de 375 a.C. dá conta da primeira obra importante assinada pelo artista, o que coloca o ano de seu nascimento em torno de 395 a.C., e outras inscrições atestam sua origem ateniense. Embora isso não seja inteiramente provado, a versão mais corrente de sua biografia diz que seu pai foi o escultor Cefisódoto, o Velho, líder de um respeitado atelier. O que parece induscutível é que Cefisódoto, o Velho, foi seu mestre na escultura. A literatura antiga também fala de dois filhos de Praxíteles, o mais velho de nome Cefisódoto, o Jovem e outro chamado Timarco, ambos também escultores .
Sua família parece ter tido posses e ocupado uma posição de prestígio. É provável que depois da morte de Cefisódoto, o Velho, em torno de 370 a.C. Praxíteles tenha herdado o seu atelier, seus clientes e suas propriedades, o que pode explicar em parte o fato de ele ter-se tornado um homem rico e influente, a ponto de poder custear um monumento e ser um dos cerca de 300 abastados atenienses encarregados de desempenhar as liturgias. Nesta altura já devia estar casado, pois seu primeiro filho nasceu possivelmente em torno de 365 a.C. Data desta época, em que sua reputação já estava firmemente estabelecida em Atenas, sua criação mais famosa, a Afrodite de Cnido, a primeira representação da mulher nua em tamanho natural. A obra lhe traria fama por todo o mundo grego.

## Obra
Praxiteles foi, com Escopas e Lisipo, um dos condutores da evolução do alto classicismo para o helenismo, caracterizando um interregno chamado de classicismo tardio, ou baixo classicismo. Mesmo que em suas figuras ainda apareça uma beleza sobre-humana, já não possuem os traços impessoais e a aura de grandiosidade remota e augusta da fase imediatamente anterior, onde Fídias e Policleto foram as lideranças principais, se aproximando, em vez, do mundo emocional, prosaico e sensual dos humanos. Preferiu como sujeitos os deuses jovens, como Apolo, Afrodite e Hermes, usando o mármore como material de eleição, embora tenha trabalhado também o bronze. Algumas de suas obras foram coloridas por Nícias, tratamento que melhorava o efeito final da peça, segundo o próprio autor.

### Afrodite de Cnido

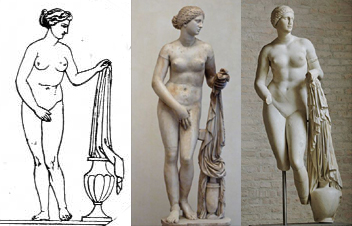
Variantes da Afrodite de Cnido: à esquerda, a forma que aparece nas moedas, ao centro, a Afrodite Altemps, da subfamília da Afrodite Belevedere, e à direita, a Afrodite Braschi, pertencente à subfamília da Afrodite Colonna.

Sua obra mais importante é a Afrodite de Cnido, vendida à cidade de Cnido depois de ter sido rejeitada em Kos, que preferiu uma versão mais pudica da deusa. A repercussão da obra se deve ao fato de ela ter sido o primeiro nu feminino em tamanho natural da arte da Grécia Antiga. Imediatamente sua fama se espalhou pela Grécia, atraindo admiradores de pontos distantes que vinham em caravanas e navios apenas para ver a estátua, e que davam expressão ao seu entusiasmo em viva voz. Era amada pelo povo de Cnido, que recusou uma oferta do rei Nicomedes I da Bitínia para comprá-la em troca de toda a dívida da cidade, que, segundo Plínio, era imensa. O mesmo Plínio deixou registrado:
Praxíteles é um artista cujas estátuas eu já mencionei entre os que trabalham em bronze, mas em seus trabalhos em mármore ele supera a si mesmo…. e superior a tudo no mundo e mesmo entre o que ele fez está a Afrodite, que muitas pessoas viram em Cnido depois de atravessarem mares para isso. Ele fez duas figuras, que colocou para serem vendidas ao mesmo tempo. Uma delas estava vestida e por esta razão foi preferida pelo povo de Kos, que tinha direito de fazer uma oferta, embora ambas tivessem o mesmo preço. Fizeram isso porque consideraram a única forma decente e digna de ação. A estátua que eles recusaram foi comprada pelo povo de Cnido, e adquiriu uma reputação imensamente superior.
Diz a tradição que o artista usou como modelos para sua celebrada criação duas cortesãs de extraordinária beleza, que eram também suas amantes: Phryne, para o corpo, e Cratina, para a cabeça. A cópia das formas de mortais para elaborar uma estátua de uma deusa não foi bem vista por alguns autores da antiguidade, entendendo que isso seria o mesmo que colocar prostitutas em altares, e era ofensivo para a dignidade divina. Além disso, em seu tempo a nudez pública só era aceitável para o corpo masculino, e para justificar a nudez o autor disse que a deusa estava se preparando para o banho. A postura da mão direita também foi motivo de muita polêmica e ambiguidade desde que a estátua foi exposta ao público pela primeira vez. Para muitas pessoas, a mão não estava ali por modéstia, para ocultar pudicamente o sexo, mas era a postura típica de quem se masturba e conduzia a atenção direta e convidativamente para a região genital que pretendia dissimular. Instalada em uma rotunda a céu aberto, podia ser observada de todos os ângulos, e segundo alguns relatos a estátua se tornou o objeto de desejo de muitos jovens, que chegaram a tocá-la e mesmo a copular com ela, apaixonados especialmente por suas nádegas. Por causa dessa confusão entre realidade e ficção, obras como a Afrodite foram questionadas por filósofos da escola platônica, preocupados que elas acabariam por rebaixar o nível moral dos cidadãos em vez de elevá-lo, explorando suas fraquezas animais e o puro prazer em vez de incentivar suas virtudes de caráter e iluminar seu espírito, como a boa arte deveria fazer.

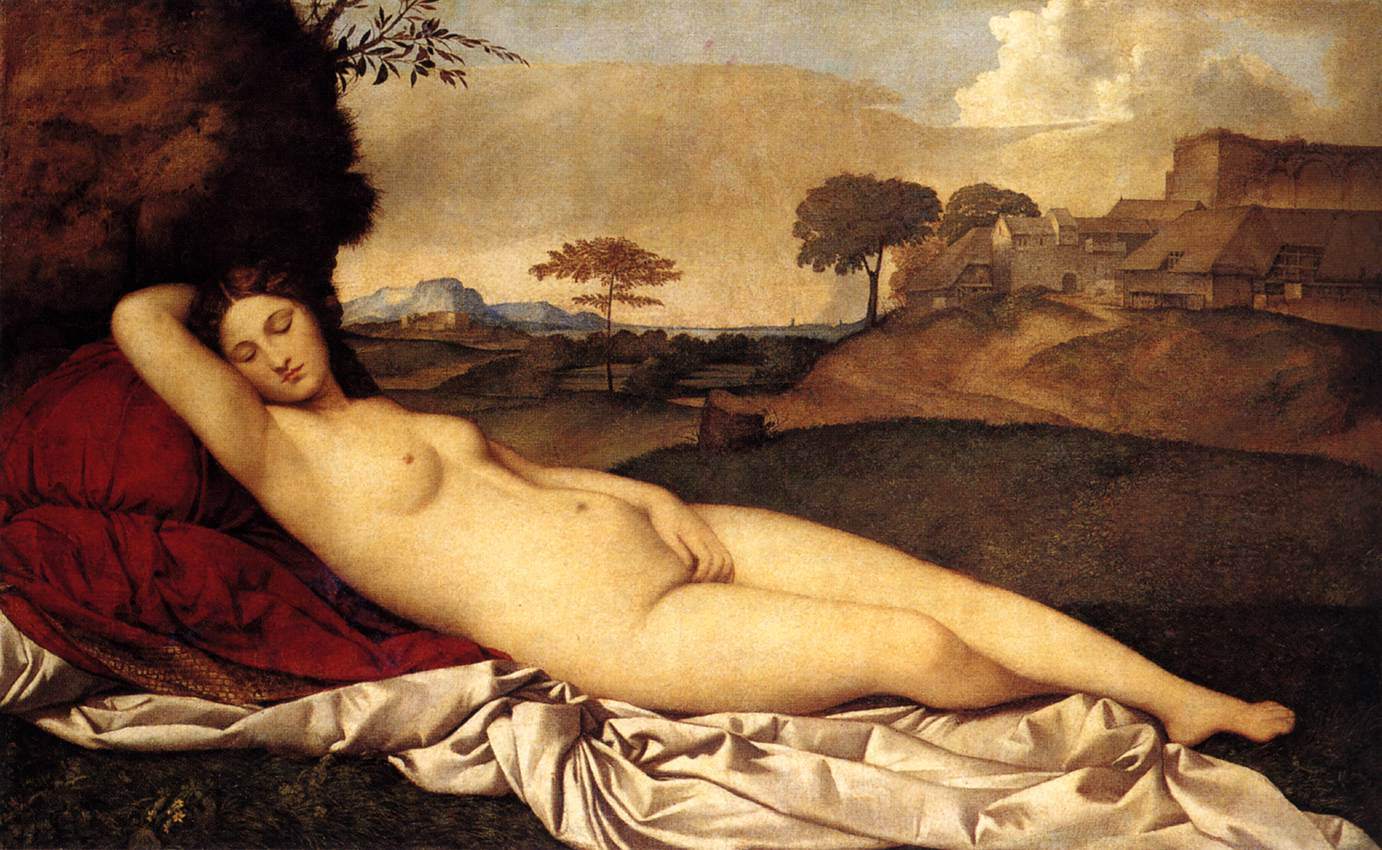
A Vênus adormecida, de Giorgione, uma variante tardia da Afrodite de Cnido.

No entanto, o coro dos elogios ultrapassou em muito as críticas. Diversos escritores antigos a louvaram dizendo que o artista chegara a plasmar na pedra a beleza real da própria deusa, e várias peças literárias da época fazem Afrodite se perguntar, surpresa, onde Praxíteles a teria visto nua. A estátua foi a mais copiada da Antiguidade, e mais de 330 cópias sobrevivem. Foi cunhada em moedas e deu origem a uma família de variantes do tipo, em conjunto denominadas Vênus Pudica, pois estão em atitude de ocultar a genitália com a mão direita. Segundo Antonio Corso, as variantes se dividem em dois grandes grupos, um que tem seu protótipo na Afrodite Belvedere, e outro que se alinha à Afrodite Colonna. A Belvedere se aproxima mais das formas que aparecem nas moedas de Cnido, e por isso é considerada mais fiel ao original. Além dessas variantes esculturais, de larga descendência, a tipologia da Pudica originou uma tradição igualmente prolífica na pintura e em outras artes visuais, sendo exemplos notórios a Vênus adormecida de Giorgione e a Vênus de Urbino, de Ticiano, cuja recepção critica tem sido também altamente polêmica e ambígua em termos morais. A Afrodite e suas variantes se tornaram um importante referencial de beleza feminina ao longo da história da arte do Ocidente.

### Hermes com o infante Dionísio

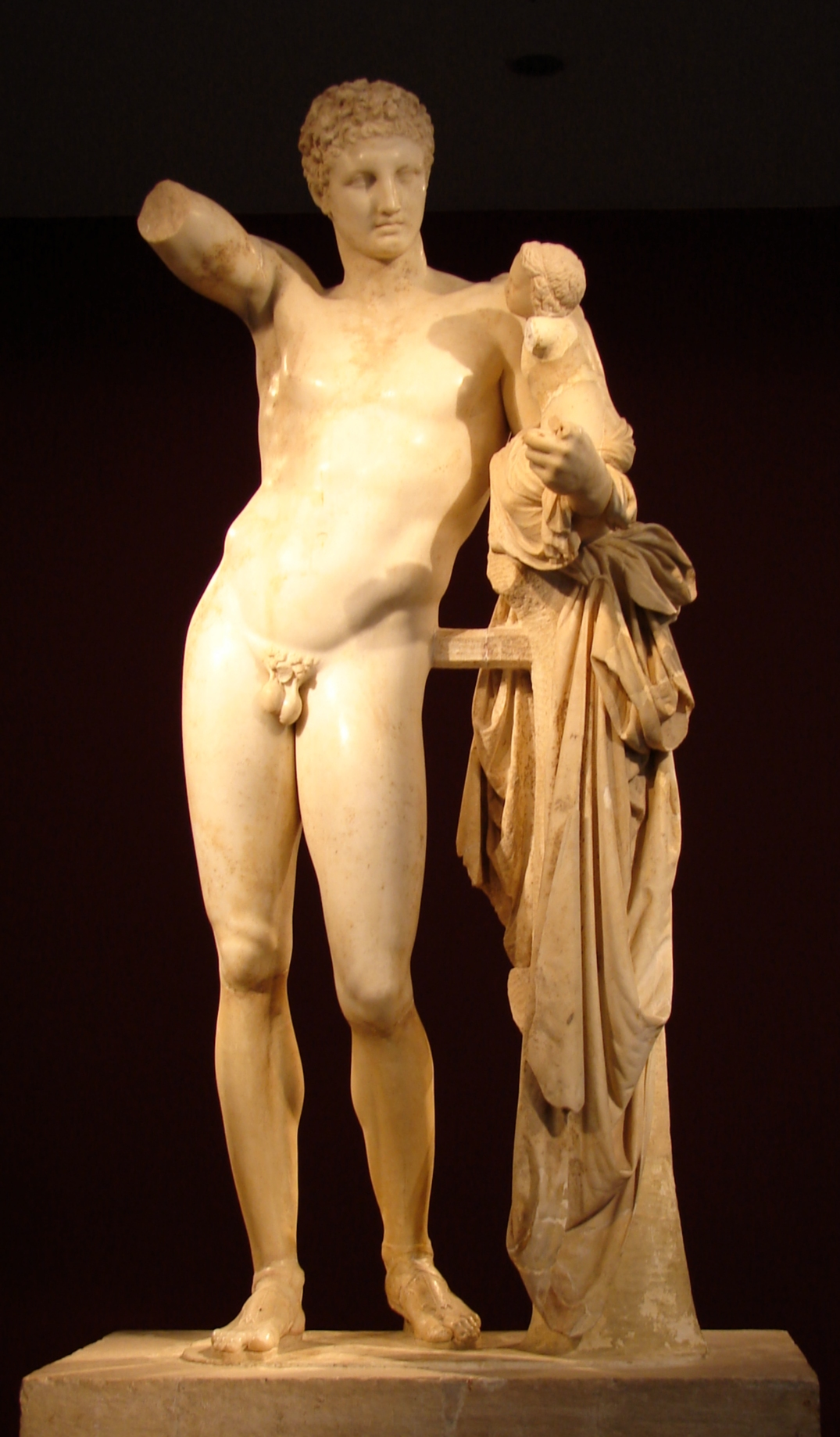
Hermes com o infante Dionísio

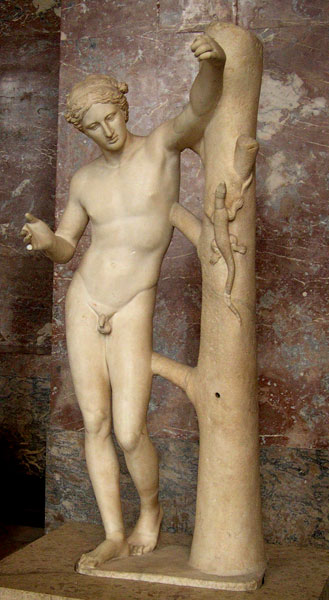
Apolo Sauróctono, cópia do Louvre.

O grupo de Hermes com o infante Dionísio rapidamente ganhou larga reputação desde que foi descoberto em Olímpia em 1877, tendo sido considerado por vários estudiosos como o original durante um bom tempo, mas hoje se crê geralmente que seja também uma cópia, embora de extraordinária qualidade. Segundo Carpenter, a atribuição da peça a um copista deriva do uso de cinzéis especiais, do tratamento diferenciado da frente e das costas, de detalhes do penteado e outros elementos, características aparentemente só encontradas na tradição romana. Contudo, em revisão recente, Antonio Corso disse que as dúvidas sobre a autenticidade da peça são baseadas em critérios pouco consistentes e controversos e em comparações mal documentadas, e embora ainda persista a polêmica, vários especialistas de grande reputação sustentam que provavelmente se trata do original, como o próprio Corso, mais Brunilde Ridgway, Olga Palagia e Jerome Pollitt.

### Apolo Sauróctono
O Apolo Sauróctono é conhecido principalmente através das cerca de 40 cópias romanas em mármore. A única referência antiga que atesta esta obra como sendo de Praxíteles foi transmitida por Plínio. Tornou-se muito famosa, sendo objeto de inúmeros estudos que centraram na análise de sua postura lânguida e sensual. Um exemplar em bronze encontrado recentemente e hoje no acervo do Museu de Arte de Cleveland é tido pela crítica como o original — ou, melhor dizendo, um dos originais, uma vez que suas obras em bronze provavelmente eram produzidas em série a partir de um mesmo molde.
A interpretação da obra tem dado margem a uma grande controvérsia, pois na tradição antiga Apolo nunca foi associado diretamente a um lagarto, e parte da crítica supõe que seja de fato uma representação de um efebo, de Eros ou de Dionísio. Seja como for, o Apolo Sauróctono foi muito admirado e copiado na Antiguidade e, mais tarde, a partir do Neoclassicismo, quando foram feitas numerosas cópias em bronze e gesso para coleções privadas, museus e academias de arte, permanecendo como uma das obras mais icônicas da tradição clássica.

### Apolo Liceu
O Apolo Liceu tem uma autoria controversa, mas a maioria dos especialistas o considera obra de Praxíteles. O original se perdeu e não sobreviveu nenhuma descrição muito precisa sobre ela. O que se sabe vem de uma breve passagem no diálogo Anacharsis de Luciano de Samósata, onde o escritor não cita a autoria da obra e diz que o Apolo estava instalado no ginásio, se apoiava em uma coluneta, trazia seu arco na mão esquerda e o braço direito repousava sobre sua cabeça. A obra foi altamente admirada e deu origem a uma família tipológica com diversas variantes. Foram realizadas muitas cópias e variações helenísticas e romanas do protótipo, das quais sobrevivem cerca de trinta em tamanho natural ou acima do natural, e mais cerca de setenta em pequena escala. Sua imagem também apareceu em selos, moedas, vasos, relevos e outros meios.
A característica distintiva da família tipológica do Apolo Liceu é o braço sobre a cabeça, uma atitude que tem sido tradicionalmente associada à inspiração musical ou profética, ambos atributos do deus, mas Luciano associou a posição ao repouso após um exercício extenuante. A postura típica do Apolo Liceu se tornou um modelo tão apreciado na Antiguidade que foi emprestado para representações de amazonas e dos deuses Hércules e Dionísio. Não se conhece precedentes exatos para essa postura, mas um braço elevado com a mão tocando a cabeça, ou ambos os braços protegendo a cabeça, já eram encontrados em vasos e na estatuária arcaica significando perigo ou a morte. Durante o período helenístico foi um dos modelos básicos mais populares para representações do repouso, da lassidão, do sono ou da embriaguez.

### Outras obas
- O Sátiro Capitolino, embora sua atribuição seja incerta. Mais provável que seja da sua escola um torso do mesmo sujeito preservado no Louvre.
- A Cabeça Leconfield, fragmento de uma Afrodite do tipo de Cnido, possivelmente é original.
- A Cabeça Aberdeen, talvez parte de um Hermes, hoje no Museu Britânico, é muito semelhante ao Hermes de Olímpia.
- Pausânias diz que havia em Atenas uma estátua de um soldado a cavalo, atribuída a Praxíteles.[32] Segundo o mesmo autor, havia também de sua autoria em Téspias as estátuas chamadas Eros Téspio e Afrodite de Téspias.